# Kainalu McCue-Unciano
Kainalu McCue-Unciano (* 1993 oder 1994 auf Hawaii) ist ein professioneller US-amerikanischer Pokerspieler.

## Pokerkarriere
McCue-Unciano nimmt seit 2014 an renommierten Live-Turnieren teil.
Seine ersten Live-Turniererfolge erzielte McCue-Unciano im August 2014 im Venetian Resort Hotel am Las Vegas Strip. Anfang Juli 2015 gewann er im Rio All-Suite Hotel and Casino am Las Vegas Strip ein Deepstack-Turnier und erhielt eine Siegprämie von knapp 12.000 US-Dollar. Im Juli 2017 war McCue-Unciano an gleicher Stelle erstmals bei der World Series of Poker (WSOP) erfolgreich und kam beim in der Variante No Limit Hold’em gespielten Little One for One Drop in die Geldränge. Im Februar 2018 belegte er bei einem Event im Venetian Resort Hotel den vierten Platz, der mit über 75.000 US-Dollar bezahlt wurde. Bei der WSOP 2019 gewann McCue-Unciano das Monster-Stack-Event. Dafür setzte er sich im Juni 2019 gegen 6034 andere Spieler durch und sicherte sich ein Bracelet sowie eine Siegprämie von über einer Million US-Dollar. Von einem Teil des Preisgelds kaufte er sich rund zwei Wochen später in das 100.000 US-Dollar teure High-Roller-Event der WSOP ein und belegte dort den mit knapp 200.000 US-Dollar dotierten zwölften Platz.
Insgesamt hat sich McCue-Unciano mit Poker bei Live-Turnieren mehr als 1,5 Millionen US-Dollar erspielt.